# James Isaac
James Isaac, född 5 juni 1960 i San Francisco i Kalifornien, död 6 maj 2012 i Sausalito i Kalifornien, var en amerikansk filmregissör, filmproducent, och handledare för visuella effekter. Han var bland annat känd för att vara delaktig i filmer som Existenz, Jason X, och Weekend Hunt (Pig Hunt). Den sistnämnda filmen, som blev Isaacs sista regisserade långfilm, hade premiär i juli 2008, nästan fyra år före hans bortgång.
Isaac dog 2012 av långvarig blodcancer, 51 år gammal.

## Filmografi
- 1983 – Jedins återkomst
- 1984 – Gremlins
- 1987 – Titta vi spökar 2
- 1988 – The Kiss
- 1989 – DeepStar Six
- 1989 – Titta vi spökar 3
- 1990 – Imse vimse spindel
- 1990 – Titta hon snackar också!
- 1999 – Existenz
- 2002 – Jason X
- 2006 – Skinwalkers
- 2008 – Weekend Hunt